# Korać-Cup 1978/79
Die Saison 1978/79 war die 8. Spielzeit des Korać-Cup, der von der FIBA Europa ausgetragen wurde.
Den Titel gewann wie im Vorjahr KK Partizan Belgrad aus Jugoslawien.

## Modus
Es nahmen 30 Mannschaften aus 12 Nationen teil. Nach der Qualifikationsrunde spielten 28 Teams eine Ausscheidungsrunde. Die Gewinner dieser Spiele qualifizierten sich für die Gruppenphase, die aus vier Gruppen mit je vier Teams bestand. Der Erstplatzierte jeder Gruppe erreichte das Halbfinale, gefolgt vom Finale.
Die Sieger der Spielpaarungen in Runde 1 und im Halbfinale wurden in Hin- und Rückspiel ermittelt. Das Finale wurde in einem Spiel an einem neutralen Ort ausgetragen.

## Qualifikationsrunde
|                             | Gesamt  |                        | Hinspiel | Rückspiel |
| --------------------------- | ------- | ---------------------- | -------- | --------- |
| Lignon Basket Genf          | 160:138 | ABC Progress Graz      | 77:73    | 83:65     |
| T71 Dudelange               | 127:181 | ESM Challans           | 53:85    | 74:96     |
| Murray BC Edinburgh         | 154:156 | Stockport Belgrade     | 70:73    | 84:83     |
| Panionios Athen             | 185:191 | Pully Basket           | 93:75    | 92:116    |
| Sunblest EPAB Sunderland    | 188:205 | CB Areslux Granollers  | 86:92    | 102:113   |
| ABC Milde Sorte Wien        | 186:150 | Amaroussiou Maroussi   | 114:77   | 72:73     |
| Figueirense Figueira da Foz | 149:189 | EB Orthez              | 71:90    | 78:99     |
| Panellinios Athen           | 112:134 | RBC Verviers-Pepinster | 58:53    | 54:81     |
| MTV Wolfenbüttel            | 157:147 | Karşıyaka SK           | 77:68    | 80:79     |

## Teilnehmer
| Teilnehmer       | Teilnehmer | Teilnehmer              | Teilnehmer                | Teilnehmer            | Teilnehmer             |
| Land             | Anzahl     | Mannschaften            | Mannschaften              | Mannschaften          | Mannschaften           |
| ---------------- | ---------- | ----------------------- | ------------------------- | --------------------- | ---------------------- |
| Belgien          | 4          | Standard Lüttich BC     | Racing Pils Mechelen      | Èveil Monceau         | RBC Verviers-Pepinster |
| Frankreich       | 4          | Olympique d’Antibes     | Caen BC                   | ESM Challans          | EB Orthez              |
| Jugoslawien      | 4          | KK Partizan Belgrad     | Iskra Olimpia Ljubljana   | KK Jugoplastika Split | Cibona Zagreb          |
| Spanien          | 4          | CB Cotonificio Badalona | Askatuak San Sebastian    | UDR Pineda            | CB Areslux Granollers  |
| Schweiz          | 3          | Vevey Basket            | Lignon Basket             | Pully Basket          |                        |
| Israel           | 2          | Hapoel Haifa            | Hapoel Gvat/Yagur         |                       |                        |
| Italien          | 2          | Pagnossin Gorizia       | AMG Sebastiani Rieti      |                       |                        |
| Tschechoslowakei | 2          | TJ Slavia Prag          | Inter Slovnaft Bratislava |                       |                        |
| BR Deutschland   | 1          | MTV Wolfenbüttel        |                           |                       |                        |
| England          | 1          | Stockport Belgrade      |                           |                       |                        |
| Griechenland     | 1          | Panathinaikos Athen     |                           |                       |                        |
| Österreich       | 1          | ABC Milde Sorte Wien    |                           |                       |                        |
| Polen            | 1          | ŁKS Łódź                |                           |                       |                        |

## 1. Runde
|                        | Gesamt  |                           | Hinspiel | Rückspiel |
| ---------------------- | ------- | ------------------------- | -------- | --------- |
| Lignon Basket          | 147:167 | Èveil Monceau             | 79:83    | 68:84     |
| Vevey Basket           | 160:227 | KK Jugoplastika Split     | 79:106   | 81:121    |
| Stockport Belgrade     | 149:219 | Cibona Zagreb             | 76:104   | 73:115    |
| ESM Challans           | 178:225 | Cotonificio Badalona      | 92:100   | 86:125    |
| Olimpia Ljubljana      | 242:180 | Pully Basket              | 117:74   | 125:106   |
| Caen BC                | 213:160 | CB Areslux Granollers     | 116:82   | 87:78     |
| ABC Milde Sorte Wien   | 164:173 | Hapoel Gvat/Yagur         | 82:86    | 82:87     |
| EB Orthez              | 169:161 | Panathinaikos Athen       | 102:73   | 67:88     |
| RBC Verviers-Pepinster | 192:201 | Pagnossin Gorizia         | 92:85    | 100:116   |
| Slavia Prag            | 166:142 | MTV Wolfenbüttel          | 86:82    | 80:60     |
| Askatuak San Sebastian | 180:117 | Olympique d’Antibes       | 79:74    | 79:118    |
| Standard Lüttich BC    | 182:143 | UDR Pineda                | 103:70   | 79:73     |
| Hapoel Haifa           | 156:154 | Maes Pils Mechelen        | 93:70    | 63:84     |
| ŁKS Łódź               | 160:196 | Inter Slovnaft Bratislava | 83:98    | 77:98     |

- Außerdem für die Gruppenphase qualifiziert:  KK Partizan Belgrad (Titelverteidiger) &  AMG Sebastiani Rieti (Freilos)

## Gruppenphase

### Gruppe A
| Team                         | Sp | S | N | P+  | P-  |
| ---------------------------- | -- | - | - | --- | --- |
| 1. AMG Sebastiani Rieti      | 6  | 5 | 1 | 514 | 451 |
| 2. Inter Slovnaft Bratislava | 6  | 3 | 3 | 475 | 474 |
| 3. Cibona Zagreb             | 6  | 3 | 3 | 466 | 453 |
| 4. EB Orthez                 | 6  | 1 | 5 | 453 | 530 |

### Gruppe B
| Team                   | Sp | S | N | P+  | P-  |
| ---------------------- | -- | - | - | --- | --- |
| 1. KK Partizan Belgrad | 6  | 6 | 0 | 598 | 537 |
| 2. Pagnossin Gorizia   | 6  | 3 | 3 | 574 | 590 |
| 3. Hapoel Haifa        | 6  | 2 | 4 | 537 | 560 |
| 4. Olympique d’Antibes | 6  | 1 | 5 | 501 | 523 |

### Gruppe C
| Team                     | Sp | S | N | P+  | P-  |
| ------------------------ | -- | - | - | --- | --- |
| 1. KK Jugoplastika Split | 6  | 5 | 1 | 546 | 473 |
| 2. Caen BC               | 6  | 4 | 2 | 501 | 463 |
| 3. TJ Slavia Prag        | 6  | 2 | 4 | 462 | 514 |
| 4. Èveil Monceau         | 6  | 1 | 5 | 488 | 547 |

### Gruppe D
| Team                    | Sp | S | N | P+  | P-  |
| ----------------------- | -- | - | - | --- | --- |
| 1. Cotonificio Badalona | 6  | 4 | 2 | 544 | 538 |
| 2. Standard Lüttich BC  | 6  | 4 | 2 | 534 | 498 |
| 3. Olimpia Ljubljana    | 6  | 3 | 3 | 556 | 534 |
| 4. Hapoel Gvat/Yagur    | 6  | 1 | 5 | 454 | 518 |

## Halbfinale
|                       | Gesamt  |                      | Hinspiel | Rückspiel |
| --------------------- | ------- | -------------------- | -------- | --------- |
| Cotonificio Badalona  | 171:182 | AMG Sebastiani Rieti | 108:95   | 63:87     |
| KK Jugoplastika Split | 192:195 | KK Partizan Belgrad  | 96:97    | 96:98     |

## Finale
Bereits vor Saisonstart stand fest, dass das Endspiel zu Ehren von Radivoje Korać, dessen Todestag sich zum zehnten Mal jährte, in Belgrad stattfindet. Um den Heimvorteil von Partizan zu mindern, wurde nicht in dessen Halle, sondern in der Pionir Hall Belgrad gespielt.
|                     | Ergebnis |                      |
| ------------------- | -------- | -------------------- |
| KK Partizan Belgrad | 108:98   | AMG Sebastiani Rieti |

- Final-Topscorer:  Dragan Kićanović (KK Partizan Belgrad): 41 Punkte